# Kövidinka
A Kövidinka a Kárpát-medencében feltehetőleg őshonos, késői érésű fehér szőlőfajta, amelyik hazánkban a filoxéravész után az egyik legelterjedtebb fajta volt. A természetes fajtarendszerezés szerint a balkáni változatcsoportba tartozik. Az Alföld szőlőtermesztésének korábban meghatározó szőlőfajtája volt. További nagyobb ültetvényeit Közép-Európában – Szlovénia, Románia és a Balkán-félsziget bortermelő területein találjuk.

## Jellemzői
Kiváló termésbiztonságú szőlőfajta. Levele kerek, alig tagolt. Fürtje tömött, a bogyók zöldes pirosak, alacsony savtartalmúak. Késői érésű, rendszerint október második felében szüretelik, nem ritkán kisebb fagyok és lombhullás után. Mustja az évjáratok többségében október közepén sem igen haladta meg a 14 fokot. Ültetvényeit az őszi fagy gyakran megperzseli, ilyenkor az elvékonyodott bogyók a cukortartalmukat koncentrálják, jobb minőségű (18-20 mustfok) mustot adnak. A Kövidinka ellenálló és alkalmazkodóképessége igen jó, talajban sem válogat, zöldmunka igénye kicsi, a téli, tavaszi fagyok után jól regenerálódik. Fürtjei nem rothadnak. Több kedvező tulajdonsága miatt a nemesítők keresztezéses nemesítésben szülőként használták.
Bora könnyű, lágy, kellemes zamatú, fajtajelleges illattal.
A Duna borrégió területén komoly hagyománya van többek között ennek a fajtának is.

## Külső hivatkozás
- http://www.hnt.hu/aboutus/wines.php?p=kovidinka[ Kövidinka] Archiválva 2009. április 2-i dátummal a Wayback Machine-ben